# Heliodor Muszyński
Heliodor Muszyński (ur. 6 czerwca 1931 w Rogowie) – polski pedagog, metodolog i teleolog, profesor nauk humanistycznych, nauczyciel akademicki Uniwersytetu im. Adama Mickiewicza w Poznaniu.

## Życiorys
Okres przedszkolny spędził w Gniewkowie, a potem rodzina, w związku z pracą ojca, przeprowadziła się do Poznania, gdzie uczęszczał do szkoły podstawowej na Dębcu. Naukę przerwała okupacja niemiecka. Po zakończeniu II wojny światowej kontynuował naukę i zdał egzamin do Liceum im. Ignacego Paderewskiego w Poznaniu (z uwagi na biedę w rodzinie otrzymywał stypendium). Zapisał się też do harcerstwa, w którym podjął decyzję o zostaniu w przyszłości pedagogiem.
Mając 20 lat zatrudnił się w przedsiębiorstwie robót drogowych. W 1951 zdał dwie matury (w liceum ogólnokształcącym i pedagogicznym) i zapisał się na Uniwersytet Poznański. Z uwagi na fakt, że nie istniał jeszcze kierunek pedagogiczny, to zdawał na filozofię, gdzie uczęszczał m.in. na wykłady Kazimierza Ajdukiewicza i Marii Ossowskiej. Jego główne zainteresowania w tamtych czasach to neopozytywizm, reizm i empiryzm. W 1955, będąc jeszcze studentem, rozpoczął pracę na Uniwersytecie Poznańskim (asystent w Katedrze Pedagogiki). 
W 1961 obronił pracę doktorską z zakresu rozwoju i wychowania moralnego dzieci i młodzieży. W 1965 przeprowadził się do Warszawy. Podjął tam pracę w Instytucie Pedagogiki przy Ministerstwie Oświaty i Wychowania. Habilitował się na Uniwersytecie Warszawskim w 1966 na podstawie kolokwium oraz pracy na temat teoretycznych problemów wychowania moralnego. W 1967 wrócił do Poznania, gdzie został kierownikiem zorganizowanego przez siebie Zakładu Teorii Wychowania w Katedrze Pedagogiki UAM. Od 1968 do 1976 był dyrektorem Instytutu Pedagogiki UAM. 
Od 1968 do 1973 przeprowadził tzw. eksperyment poznański, którego przedmiotem było opracowanie systemu wychowawczego w szkołach socjalistycznych. Jego, krytycznie oceniane przez część pedagogów, rezultaty były szeroko wdrażane w tysiącach polskich szkół, co było ewenementem na skalę krajową, gdyż większość eksperymentów pedagogicznych w Polsce nie miała szans na żadne wdrożenia. W 1975 kierowany przez niego zespół otrzymał Nagrodę KEN.
Od 1972 był członkiem Centralnej Komisji Kwalifikacyjnej ds. stopni naukowych przy Radzie Ministrów (cztery kadencje, 14 lat). Przez trzy kadencje był przewodniczącym Komitetu Nauk Pedagogicznych PAN (12 lat). 
W 1973 został profesorem nadzwyczajnym, a w 1976 – zwyczajnym. Od 1976 do 1995 odbywał staże zagraniczne jako visiting professor lub współpracował z ośrodkami zagranicznymi (Niemcy i Austria, m.in. Mozarteum, Uniwersytet w Tybindze, czy Ruhr-Universität w Bochum).

## Zainteresowania
W początkowym okresie był zainteresowany przede wszystkim problematyką rozwoju i wychowania moralno-społecznego, jak również zagospodarowaniem czasu wolnego dzieci i młodzieży, w tym wypoczynkiem. Potem pracował nad wychowaniem w rodzinie i w harcerstwie. Współpracował z Ośrodkiem Badań Psychologicznych ZHP.
Był redaktorem naczelnym Rocznika Pedagogicznego i Studiów Pedagogicznych PAN. Od 1972 do 1983 był redaktorem naczelnym Życia Szkoły. Organizował międzynarodowe konferencje naukowe w Polsce.
Od 1960 do 1964 prowadził badania nad postawami moralnymi uczniów szkół podstawowych (wespół z Hanną Malewską). Wacław Strykowski stwierdził, że prace metodologiczne Muszyńskiego wywarły duży wpływ na uprawianie pedagogiki w Polsce, w latach 70. XX wieku. Podobne do jego koncepcji pedagogicznych pojawiały się równolegle na Zachodzie (np. Just commuity School Lawrence'a Kohlberga w USA).
W swojej, odwołującej się do marksizmu, wizji pedagogiki Muszyński wychodził z założenia, że proces wychowawczy winien być nastawiony na przygotowanie dzieci i młodzieży do aktywnego i pożytecznego życia w społeczeństwie, a także na przygotowanie ich do wzięcia odpowiedzialności za życie społeczne. Wychowanie miało się odbywać według zasad ustalanych przez postęp. Młody człowiek i dziecko winno być przygotowane do tego, że cele jego działania mają być skoncentrowane na walce z klasami wyzyskującymi i panującymi, a także na takiej organizacji życia społecznego, która zapewni jak najlepszy byt jemu, jak i kolektywowi, w którym przyszło mu żyć. W tym celu wychowawca winien prokurować sytuacje, które rozbudzą w wychowankach kreatywność i aktywność. 
Należał do nurtu pedagogiki socjalistycznej opartej na poglądach Karola Marksa i Fryderyka Engelsa.
Koncepcje Muszyńskiego w związku z silną podbudową marksistowską pozostają kontrowersyjne. Istotny jest nacisk na uspołecznienie dzieci i młodzieży, nadanie istotnej roli procesowi pomagania innym ludziom, podkreślenie wagi rodziny jako podstawowej komórki społecznej oraz kultywowanie tradycji. Negatywne aspekty koncepcji to instrumentalne traktowanie jednostek i sprowadzanie ich roli do bycia budowniczymi ustroju komunistycznego, czy socjalistycznego (stwierdził nawet, że wychowanie to świadome i zamierzone urabianie osobowości według przyjętych wzorów, w toku nawiązywania stosunków i interakcji społecznych). Rozbudowany i precyzyjny system kar i nagród (swoista tresura) budował w podopiecznych lęk przed ostracyzmem, czy wykluczeniem ze społeczności w przypadku popełnienia nawet niewielkich błędów. Muszyński w swej koncepcji traktował ich przedmiotowo, wykluczał ich niepowtarzalność i osobiste aspiracje, a także marginalizował ich własne opinie na temat wykonywanych zadań i miejsca w społeczeństwie. Nie brał też pod uwagę konsekwencji wychowania bezkrytycznego ideowca, nieczułego na rozpoznawanie i zaspokajanie potrzeb innych ludzi.

## Wydawnictwa
- Kłamstwo dzieci (1962),
- Wychowanie na koloniach letnich (1963),
- Wychowanie moralne w zespole (1964 i 1973),
- "Teoretyczne problemy wychowania moralnego” (1965),
- Więź społeczna kadry instruktorskiej ZHP (praca zbiorowa, 1965)
- Podstawy wychowania społeczno-moralnego (1967),
- Metodologiczne problemy pedagogiki (praca zbiorowa, 1967),
- Wstęp do metodologii pedagogiki (1971, własna koncepcja pedagogiki jako nauki praktycznej),
- Rodzina – moralność – wychowanie (1971),
- Teoretyczne podstawy systemu wychowawczego szkoły (1972),
- Ideał i cele wychowania (1972 i 1976),
- Praca wychowawcza w toku nauczania (1974),
- System wychowawczy szkoły podstawowej (redakcja serii wydawniczej, 1974-1975),
- Zarys teorii wychowania (1976, 1977, 1978, 1979, 1980, 1981),
- Rozwój moralny (1983 i 1986),
- Metodyka wychowania w ZHP (1984),
- Podstawy wychowania w ZHP (1984),
- Edukacja narodowym priorytetem (1988, współautoprstwo raportu końcowego planowanej reformy edukacji),
- Lebesbezug als Schulkonzept? (1988),
- Zeit fuer Schule (1990),
- Curricula in der Schule (1995),
- Pädagogische Reisen in Polen (praca zbiorowa, 1997)[1].

Większość prac Muszyńskiego obowiązywała do 1989, jako kanon lektur na polskich studiach pedagogicznych.

## Odznaczenia
Otrzymał m.in. takie odznaczenia jak: Złoty Krzyż Zasługi (1972), Medal Komisji Edukacji Narodowej (1972), Krzyż Oficerski i Kawalerski Orderu Odrodzenia Polski (1982) i Medal za Zasługi dla Województwa Zielonogórskiego i Szczecińskiego. Został uhonorowany wpisem do Księgi Czynów i Osiągnięć Nauki Polskiej.